# Kozinki
Kozinki – wieś w Polsce położona w województwie mazowieckim, w powiecie radomskim, w gminie Zakrzew.
W skład sołectwa wchodzą Nieczatów i Kozinki. W 2023 sołectwo liczyło 484 mieszkańców.
Prywatna wieś szlachecka, położona była w drugiej połowie XVI wieku w powiecie radomskim województwa sandomierskiego. W latach 1975–1998 miejscowość administracyjnie należała do województwa radomskiego.
W Kozinkach 29 marca 1841 r. urodził się Józef Władysław Adam Wojdacki kapitan powstania 1863 r. (pochowany na cmentarzu radomskim przy ul. Limanowskiego).
Wierni Kościoła rzymskokatolickiego należą do parafii NMP Nieustającej Pomocy w Dąbrówce Nagórnej.